# 社河
社河，位于中华人民共和国辽宁省抚顺市抚顺县东部的一条河流，是浑河左岸支流，发源于后安镇馒首村的新开岭西侧，向西北流，经佟庄子村、郑家村、前安村、后安社区、南彰党村、上马镇西古村、四家子村、姚家村、温道村、台沟村等地后注入大伙房水库。河流全长45.27千米，流域面积468.42平方千米，年均径流量1.29亿立方米。社河上游森林茂密，中游地势开阔，盛产水稻、玉米，下游大部分已成为大伙房水库库区。